# Пропретор
Пропретор (лат. propraetor або pro praetore) — намісник преторської провінції у останніх роках Римської республіки, що обирався із преторів, які закінчили річний термін служби. Пропретор мав самостійне командування і вищу юрисдикцію у своїй провінції, за обсягом влади нічим не відрізняючись від проконсулів; тільки інсиґнії його були нижче: 6 лікторів замість 12, значно менш cohors praetoria тощо.
У період принципату всі імператорські провінції, крім Єгипту (див. Прокуратор), доручалися претору; повний титул їх був лат. legatus Caesaris pro praetore consulari potestate, що вказувало на головну функцію — військове командування, на противагу проконсулів, які управляли мирними сенатськими провінціями. Оскільки в імператорських провінціях інтендантської частиною завідував особливий прокуратор, то Пропретори не мали квесторів. Отримуючи певну винагороду і побоюючись суворих покарань, намісники цезарів обмежували свої побори і зловживання. Крім того, значним полегшенням для провінції була та обставина, що Пропретори залишалися в провінціях довше одного року. З плином часу і сенатські провінції перейшли в руки імператорів, і таким чином зникла відмінність в управлінні.